# Zio Paperone e la cassa di rafano
Zio Paperone e la cassa di rafano, nota anche come Paperino e l'Oca d'Oro (The Horseradish Story), è una storia a fumetti di Carl Barks del 1953 con personaggi della Disney. Ne è stato tratto l'episodio Su e giù per Paperopoli della serie animata DuckTales - Avventure di paperi.

## Trama
Un certo Arpagoni si reca da Paperone raccontando che un suo antenato aveva firmato un contratto con un capitano di una nave, antenato di Paperone; nel contratto il capitano si impegnava a trasportare del rafano in Giamaica e se così non fosse stato avrebbe dovuto cedere tutte le sue sostanze all'antenato di Arpagoni. Il capitano fallì la missione ma non cedette proprio tutto e così Paperone, essendo discendente del capitano, deve donargli tutte le sue sostanze a meno che non recuperi il rafano.